# Дом Галшки Гулевичевны
Дом Галшки Гулевичевны (также известный как «поварня») — древнейшая сохранившаяся гражданская постройка в Киеве, памятник истории и архитектуры XVII века. Расположена на Подоле на территории Национального университета «Киево-Могилянская академия» по адресу ул. Григория Сковороды, 8.
Дом построен в конце XVI — начале XVII века на средства меценатки Галшки Гулевичивны. По мнению современных исследователей, в частности, Юрия Лосицкого, дом является типичным образцом украинской архитектуры XVI века. Сооружение — кирпичное, штукатуренное, со сводчатым подвалом, прямоугольное в плане.
В 1615 году Галшка предоставила это здание и земельный участок при нём для основания Братской школы, больницы и монастыря. В своей дарственной грамоте от 15 октября 1615 года Гулевичевна писала:
''Я, Галшка Гулевичевна ... из любви и приязни к братьям моим — народу русскому и для спасения души своей... правоверным и благочестивым христианам народу русскому в уездах воеводства Киевского, Волынского и Брацлавского... даю, дарую, записываю, отвечаю и учреждаю добра свои власныи ... собственный мой двор с землей ... ничего себе самой и ни потомкам моим не оставляя.
Считается, что дом использовался как помещение для занятий. После строительства новых корпусов на средства Петра Могилы в 1630-х гг. в доме Галшки Гулевичевны располагалась поварня и проводились заседания академической корпорации.
Дом подвергся реконструкции в 1826 году. В 2002 году был обновлён фасад здания. Теперь планируется провести реконструкцию интерьеров здания. Внутри поварни планируется разместить музейную экспозицию, рассказывать об истории Киево-Могилянской академии.